# 山形一彰
山形 一彰（やまがた かずあき、1948年3月21日 - ）は、日本の建築生産・建築環境工学者。建築設備士。大阪工業大学建築学科・空間デザイン学科元准教授。
専門は、建築環境工学、建築設備/建築生産。

## 略歴
1970年大阪工業大学工学部建築学科卒業。大阪工業高等専門学校（現：摂南大学）助手を経て、1975年大阪工業大学に着任。その後、同大学短期大学部講師、1981年建築学科助教授。2007年工学部空間デザイン工学科准教授。2012年大阪工業大学退官。
大阪工業大学（建築/空間デザイン学科）にて35年以上の長きに渡り教鞭を執り、特に建築環境工学・建築設備/建築生産の研究育成に貢献した。
主な所属学会は、日本建築学会、空気調和・衛生工学会、日本建築協会、日本建築設備士協会、建築設備技術者協会。主な著書は、実用教材 建築環境工学（単著、彰国社2000、学術書）：大阪市建築物環境計画書作成マニュアル2018参考文献、京都市建築環境総合性能評価システム利用マニュアル2018参考文献および神戸市建築物総合環境評価制度(CASBEE)神戸Ver.2評価マニュアル2014参考文献

## 主な研究
- 窓面熱流の現場実験
- 窓面熱流測定法に関する研究 〜測定部の吸収率と影の影響：建築環境工学 - 金谷英一との共同研究
- 窓面熱流測定法に関する研究 〜窓ガラスと等しい吸収率を持つ測定点による方法：環境光学
- 熱流計の感度定数の測定：建築設備・建築生産